# Кадыров, Ахмат Абдулхамидович
Ахма́т-Хаджи́ Абдулхами́дович Кады́ров (чечен. КъадиргӀеран Ӏабдулхьамидан Ахьмад-Хьаьжа; 23 августа 1951, Караганда — 9 мая 2004, Грозный, Чечня) — российский и чеченский государственный, политический и религиозный деятель. Первый президент Чеченской Республики в составе Российской Федерации в июле 2003 - мае 2004 года. С 1995 по 2000 год занимал должность муфтия непризнанной Чеченской Республики Ичкерия и председателя Духовного управления мусульман Чеченской Республики. Герой Российской Федерации (2004).

## Биография

### Происхождение, ранние годы
Родился 23 августа 1951 года у Абдулхамида и Дики Кадыровых в Караганде, Карагандинской области, Казахской ССР, СССР куда его семья была выслана в 1944 году. Принадлежал к тейпу Беной. Являлся представителем наиболее распространённого в Чечне вирда (религиозного братства) кунтахаджинцев из суфийского тариката Кадирийа.
Первые шесть лет жизни прожил в посёлке Малая Сарань. В апреле 1957 года семья Кадыровых возвратилась в Чечено-Ингушскую АССР, в село Центарой (ныне село Ахмат-Юрт) Шалинского района (ныне в Курчалоевском районе).

### Юность
В 1968 году окончил Бачиюртовскую среднюю школу. В том же году прошёл учёбу на курсах комбайнёра в станице Калиновская Наурского района.
С 1969 по 1971 год работал в рисоводческом совхозе «Новогрозненский» Гудермесского района.
В 1971 году уехал из Чечено-Ингушской АССР на заработки, работал в строительных организациях в Нечерноземье и Сибири по 1980 год.
5 октября 1976 года в селении Центарой у 25-летнего Ахмата Кадырова родился сын Рамзан.

### Религиозное образование и карьера (1980—1991)
В 1980 году по направлению Гудермесской соборной мечети 29-летний Кадыров отправился в Узбекскую ССР, где поступил в Бухарское медресе Мири Араб. Через два года он окончил медресе.
Зелимхан Яндарбиев заявлял: «Кадыров с 1981 года, когда в Чечне и молиться было запрещено, сотрудничает с КГБ! Мы узнали об этом в 1996 году, когда шамилёвская бригада захватила Грозный и архив КГБ, но не сразу с ним разобрались. Хотя я и тогда чувствовал: неспроста он поднимает разговоры про вред ваххабитов. Я тогда его обругал и предупредил».
В 1982 году уехал в Ташкент, где поступил в Ташкентский исламский институт. Обучался там с 1982 по 1986 год.
После исламского института возвратился в Гудермес, где стал заместителем имама Гудермесской соборной мечети. Служил заместителем имама по 1988 год.
В 1989 году в селе Курчалой Шалинского района основал первый на Северном Кавказе Исламский институт и в течение года являлся его ректором.
В 1990 году выехал в столицу Иордании Амман, где поступил на шариатский факультет Иорданского университета.

### Приход к власти Дудаева и период до первой чеченской войны (1991—1994)
8 июня 1991 года на II сессии ОКЧН Дудаев провозгласил независимость Чеченской Республики Ичкерия. В связи с этими событиями Ахмат Кадыров в 1991 году прервал обучение и возвратился в Чечню. Сразу после вооружённого захвата власти Дудаевым и чеченскими националистами осенью 1991 года Кадыров стал активным деятелем духовного управления (Муфтията) Чеченской Республики.
В 1993 году — назначен заместителем муфтия ЧРИ. Одновременно принимал участие в военных действиях против федеральных войск, поддерживая идею джихада. В качестве нового духовного лидера Ичкерии Кадыров объявил джихад России.
В сентябре 1994 года Кадыров стал исполняющим обязанности муфтия ЧРИ, после того как Саид-Ахмед Алсабеков (Мухаммад Хусейн Алсабеков) в самый разгар войны отказался от джихада, за что был объявлен дезертиром и по приговору шариатского суда подвергнут палочной экзекуции. Кадырова рекомендовали Дудаеву полевые командиры Шамиль Басаев и Руслан Гелаев. Тогда же Кадыров объявил России джихад (прекращённый позже в связи с Хасавюртовскими соглашениями).

Впервые джихад был объявлен в конце 1994 года тогдашним муфтием Алсабековым. В ту пору я работал у него заместителем и свято верил в то, что передовые умы чеченского народа провозгласили независимую республику и что Россия, вводя свои войска, хочет подавить эту независимость. Не углубляясь в тогдашнюю политическую ситуацию, не анализируя, что случилось при власти Завгаева, а вскоре после того, как Алсабеков уехал из Чечни, продолжил объявленный им джихад.

### Первая чеченская война (1994—1996)
Являлся заместителем Мухаммед-Хусейна Алсабекова, председателя (муфтия) Духовного управления мусульман Чеченской Республики. В сентябре 1994 года, после ухода Аслабекова с должности, Кадыров стал исполняющим обязанности муфтия и объявил газават России.
В начале 1995 года муфтий Магомед-Башир Арсунукаев умер и 24 марта 1995 года в селении Ведено на съезде чеченских генералов новым муфтием был назначен Кадыров. В апреле 1995 года на конгрессе чеченского народа в Шатое Кадыров вновь утвердил джихад.
21 апреля 1996 года российскими войсками был убит Джохар Дудаев. Его сменил Аслан Масхадов. После гибели президента самопровозглашённой и непризнанной мировым сообществом Ичкерии Дудаева, Кадыров долгое время поддерживал Масхадова.
Ахмат Кадыров участвовал в военных действиях в рядах ичкерийских войск против российских войск до 1996 года. Был награждён орденом Ичкерии «Честь нации».
31 августа 1996 года представителями России (секретарь Совета Безопасности Александр Лебедь) и Ичкерии (Аслан Масхадов) в городе Хасавюрте (Республика Дагестан) были подписаны соглашения о перемирии. Российские войска полностью выводились из Чечни, а решение о статусе республики было отложено до 31 декабря 2001 года.

### Межвоенные годы, борьба с ваххабизмом, переход на сторону России

Три руководителя Чечни, слева направо: Ахмат Кадыров, Зелимхан Яндарбиев и Аслан Масхадов

25 июля 1998 года организовал проведение Конгресса мусульман Северного Кавказа. Участники конгресса осудили ваххабизм, а также стал инициатором создания Координационного центра мусульман Северного Кавказа (КЦМСК), объединившего традиционные духовные управления северокавказских республик.
26 октября 1998 года в Грозном было совершено неудачное покушение на Кадырова.
В июне 1999 года, пользуясь слабостью Масхадова, Кадыров на волне антиваххабизма предпринял попытку подчинить себе все силовые структуры Чечни. На тайном совещании, где присутствовали практически все руководители силовых структур, Кадыров был избран военным амиром. В соответствии с шариатскими законами амир должен был стать главой государства после устранения светского президента. Тогда верность Масхадову сохранили лишь командир национальной гвардии Магомед Хамбиев и министр внутренних дел Айдамир Абалаев. Тем не менее, попытку переворота Масхадову удалось пресечь[как?].
В августе 1999 года, после вторжения боевиков Басаева в Дагестан, Ахмат Кадыров потребовал от президента Масхадова издания указов о запрете ваххабизма, выдворении всех его иностранных пропагандистов и предании Басаева суду.
С началом Второй чеченской войны Ахмат Кадыров отказался объявить джихад России. Сыграл ключевую роль в мирной передаче большинства сёл и городов Гудермесовского района Чечни под контроль федеральных сил. В сентябре — октябре 1999 года Кадыров заявил о готовности выступить против ваххабитов с оружием в руках и вместе с полевыми командирами братьями Ямадаевыми объявил Гудермесовский и Курчалоевский районы Чечни «территорией, свободной от ваххабизма», отказался участвовать в новой войне с федеральными войсками РФ.
10 октября 1999 года указом президента ЧРИ Масхадова Ахмат Кадыров был снят с должности муфтия с мотивировкой: «враг чеченского народа», который «подлежит уничтожению». Кадыров указ не признал и объявил о неподчинении президенту ЧРИ. Шариатский суд ЧРИ приговорил Кадырова заочно к смертной казни.

### Глава администрации Чечни

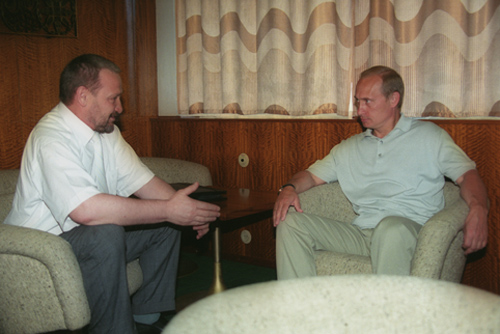
Президент России В. В. Путин и Ахмат Кадыров в Сочи (2000)

16 марта 2000 года выступил за введение прямого президентского правления в Чечне на период до новых выборов президента ЧР.
12 июня Указом Президента Российской Федерации назначен Главой Администрации Чеченской Республики (ЧР). Вступил в эту должность 20 июня, а 22 августа сложил с себя полномочия муфтия Чечни. Новым муфтием стал сподвижник Кадырова Ахмад Шамаев.
В 2001 году окончил экономический факультет Института управления и бизнеса (Махачкала).
Летом 2001 года подписал распоряжение, которое запретило деятельность в Чечне религиозных организаций, исповедующих ваххабизм.
5 сентября 2003 года в Институте социально-политических исследований РАН защитил диссертацию на соискание учёной степени кандидата политических наук по теме «Российско-чеченский конфликт: генезис, сущность, пути решения» (специальность 23.00.02 «Политические институты, этнополитическая конфликтология, национальные и политические процессы и технологии»; научный руководитель член-корр. РАН В. Н. Кузнецов; официальные оппоненты д.пол.н. В. В. Мартыненко и д.и.н. В. И. Шеремет).

### Президент Чечни
5 октября 2003 года был избран президентом ЧР, набрав 80,84 % голосов избирателей.
Кандидатами в президенты являлись: Хусейн Бийбулатов, советник директора Электрогорского научного центра по безопасности атомных станций; Абдулла Бугаев, бывший федеральный инспектор Южного федерального округа; Шамиль Бураев, бывший глава Ачхой-Мартановского района Чечни; Ахмат Кадыров; Николай Пайзулаев, сотрудник пресс-службы главы Чечни; Кудус Садуев, заместитель генерального директора ОАО «Грознефтегаз»; Авхат Ханчукаев, старший преподаватель Грозненского университета.
19 октября 2003 года вступил в должность президента ЧР.

### Гибель
По воспоминаниям Руслана Алханова, в прошлом начальника охраны Кадырова, 
На жизнь Ахмата Кадырова множество раз покушались, а он всегда относился к этому спокойно и лишь повторял, что на всё воля Всевышнего, и что, если ему суждено умереть, то никакие щиты его не спасут, а если суждено жить, то, сколько бы на его жизнь ни покушались, он будет жить.
Утром 9 мая 2004 года Ахмат Кадыров, все высшие руководители Чеченской Республики, командующий Объединённой группировкой войск по проведению контртеррористической операции на территории Северо-Кавказского региона Валерий Баранов и другие представители командования Вооружённых сил России собрались на трибуне для почётных гостей на стадионе «Динамо» в Грозном, где проходил концерт по случаю Дня Победы.

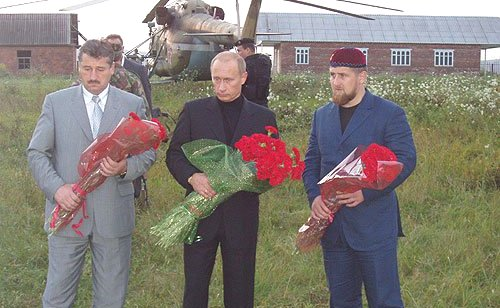
Возложение цветов к могиле Ахмата Кадырова. Центарой, 22 августа 2004 года

В 10:35 произошёл теракт — на центральной трибуне стадиона сработало взрывное устройство. Всего на гостевой трибуне находилось 18 человек. По данным генерал-полковника В. Баранова, взрывчатка была заложена заранее, при реконструкции стадиона; в день праздника работали подавители радиосигналов, но подрыв был произведён по проводам.
Бывший в 2001—2002 годах начальником УВД Чечни Саид-Селим Пешхоев в интервью журналу «Власть» отметил:
Президент безоговорочно верил своему окружению, он даже не допускал к организации своей охраны сотрудников ФСБ — им глава республики доверял меньше, чем своим бойцам. Однако, как показали события, охранники президента оказались не на высоте. Толкаться с грозным видом с автоматами наперевес рядом с президентом — этого недостаточно для обеспечения надёжной охраны.
Согласно официальным данным, семь человек погибли, включая 8-летнюю девочку, более 50 получили ранения. Кадыров был тяжело ранен и умер спустя полчаса по дороге в больницу, не приходя в сознание, на 53-м году жизни. Тогда же погиб председатель Госсовета Чеченской Республики Хусейн Исаев.
Похоронен 10 мая 2004 года на кладбище в селе Центарой.

## Семья
С 1970 года был женат на Аймани (04.08.1953). Сыновья — Зелимхан (25.10.1974 — 31.05.2004) и Рамзан (05.10.1976), дочери — Зарган (22.03.1971) и Зулай (01.08.1972).
Младший сын Ахмата Кадырова Рамзан Кадыров — российский государственный и политический деятель, с февраля 2007 года Президент Чеченской Республики (ныне Глава Чеченской Республики).

## Акции по увековечению памяти

Музей Ахмата Кадырова в Грозном.

Грозный. Аллея Славы. Памятный знак Герою России Ахмату Кадырову. 2010 год.

- В июне 2004 имя Ахмата Кадырова получила школа в Центарое (10 мая 2004 года Президент России Владимир Путин подписал указ об увековечении памяти Ахмата Кадырова, в котором предписано присвоить его имя школе, в которой обучался Ахмат Кадыров).
- 20 июля 2004 года в городе Гудермесе состоялась церемония открытия детской площадки имени Ахмата Кадырова.
- 17 августа 2004 года в Москве в Южном Бутово (Юго-Западный административный округ) именем Ахмата Кадырова была названа новая улица.
- 23 августа 2004 года в Ачхой-Мартане и Гудермесе установлены первые памятники покойному президенту.
- 20 августа 2005 года памятник Ахмату Кадырову высотой 10 м работы Зураба Церетели установлен в Грозном на площади Ахмата Кадырова. Кроме того, в Грозном имеются и другие памятники А. А. Кадырову.
- 27 ноября 2005 года в Центарое открыта мечеть, построенная на средства общественного фонда имени Ахмата Кадырова.
- В декабре 2005 года вновь избранный парламент Чечни предложил в честь Ахмата Кадырова переименовать столицу Чечни, назвав её Ахматкала (дословно: Город Ахмата). Предложение было впоследствии отозвано.
- 17 октября 2008 года в Грозном состоялось торжественное открытие мечети имени Ахмата Кадырова[32].
- В Чечне часто проводятся культурные мероприятия, посвящённые памяти первого Президента Чеченской Республики, Героя России Ахмат-Хаджи Кадырова[33].
- В селе Бено-Юрт именем Кадырова назван детский сад, в Наурском районе — строительная бригада, в селе Центарой — Кадетский корпус, в Грозном — гимназия.
- В Ростове-на-Дону по инициативе губернатора Ростовской области Владимира Чуба теплоход компании «Донречфлот» назван именем Ахмата Кадырова.
- В посёлке Малая Сарань 23 августа 2012 года открыт памятный знак в честь первого президента Чеченской республики[34].
- В Израиле местный совет селения Абу-Гош назвал одну из улиц в честь Ахмата Кадырова[35]. На этой улице 23 марта 2014 года была открыта мечеть «имени первого президента Чеченской Республики Героя России Ахмата Хаджи Кадырова», одна из самых крупных в Израиле[36].
- Улица в с. Бамматюрт, Хасавюртовского района Республики Дагестан[37].
- 6 июня 2017 года футбольный клуб города Грозный «Терек» был переименован в честь Ахмата Кадырова. С сезона 2017/18 клуб выступает под названием «Ахмат»[38].
- 23 августа 2021 года указом Президента международному аэропорту Грозный (Северный) присвоено имя А. А. Кадырова[39].

### Улицы, проспекты, парки имени Ахмата Кадырова
По данным Русской службы Би-би-си, на 2020 год в Чечне насчитывалось 346 улиц и переулков, названных в честь Кадыровых, наибольшее число из них названо в честь Ахмата Кадырова.

## Награды и звания
- 15 августа 2001 года — указом президента Российской Федерации Владимира Путина награждён орденом Дружбы[41].
- 10 мая 2004 года — указом президента Российской Федерации Владимира Путина присвоено звание Героя России (посмертно)[42].
- 20 августа 2005 года — указом президента Чеченской Республики Алу Алханова награждён медалью «За заслуги перед Чеченской республикой» (посмертно)[43].